# Yannick Bright
Yannick Bright (Milano, 3 settembre 2001) è un calciatore italiano, centrocampista dell'Inter Miami.

## Carriera

### Gli inizi in Italia
Cresciuto nelle scuole calcio dell'hinterland milanese, a partire dal 2018 giocò per due stagioni con l'Arconatese, club militante in Serie D con cui disputò in totale 18 partite nella quarta serie nazionale e due partite di coppa nazionale.

### Il trasferimento negli Stati Uniti
Nel 2020 ottenne una borsa di studio e si trasferì negli Stati Uniti dove continuò a giocare a calcio nelle squadre universitarie, prima con il New Hampshire Wildcats e poi con la selezione Under 23 del North Carolina. Viste le buone prestazioni, venne inserito nell'MLS SuperDraft per la stagione 2024, divenendo il primo calciatore italiano partecipante a tale evento.

### Inter Miami
Venne selezionato dall'Inter Miami come quindicesima scelta e venne integrato stabilmente in prima squadra. Il 23 marzo 2024 esordì in Major League Soccer contro il N.Y. Red Bulls, disputando gli ultimi 31 minuti della partita.

## Statistiche

### Presenze e reti nei club
Statistiche aggiornate al 2 maggio 2025.
| Stagione           | Squadra            | Campionato         | Campionato | Campionato | Coppe nazionali | Coppe nazionali | Coppe nazionali | Coppe continentali | Coppe continentali | Coppe continentali | Altre coppe | Altre coppe | Altre coppe | Totale | Totale | Totale |
| Stagione           | Squadra            | Comp               | Pres       | Reti       | Comp            | Pres            | Reti            | Comp               | Pres               | Reti               | Comp        | Pres        | Reti        | Pres   | Reti   |        |
| ------------------ | ------------------ | ------------------ | ---------- | ---------- | --------------- | --------------- | --------------- | ------------------ | ------------------ | ------------------ | ----------- | ----------- | ----------- | ------ | ------ | ------ |
| 2018-2019          | Arconatese         | D                  | 3          | 0          | CI-D            | 1               | 0               | -                  | -                  | -                  | -           | -           | -           | 4      | 0      |        |
| 2019-2020          | Arconatese         | D                  | 15         | 0          | CI-D            | 1               | 0               | -                  | -                  | -                  | -           | -           | -           | 16     | 0      |        |
| Totale Arconatese  | Totale Arconatese  | Totale Arconatese  | 18         | 0          |                 | 2               | 0               |                    | -                  | -                  |             | -           | -           | 20     | 0      |        |
| 2022               | North Carolina     | USL2               | 5+1        | 0          | -               | -               | -               | -                  | -                  | -                  | -           | -           | -           | 6      | 0      |        |
| 2024               | Inter Miami II     | MNP                | 3          | 1          | -               | -               | -               | -                  | -                  | -                  | -           | -           | -           | 3      | 1      |        |
| 2024               | Inter Miami        | MLS                | 23+2       | 0          | -               | -               | -               | CCC                | 0                  | 0                  | LC          | 4           | 0           | 29     | 0      |        |
| 2025               | Inter Miami        | MLS                | 8          | 0          | -               | -               | -               | CCC                | 6                  | 0                  | LC+Cmc      | -           | -           | 14     | 0      |        |
| Totale Inter Miami | Totale Inter Miami | Totale Inter Miami | 31+2       | 0          |                 | -               | -               |                    | 6                  | 0                  |             | 4           | 0           | 43     | 0      |        |
| Totale carriera    | Totale carriera    | Totale carriera    | 60         | 1          |                 | 2               | 0               |                    | 6                  | 0                  |             | 4           | 0           | 72     | 1      |        |

## Palmarès

### Club

#### Competizioni nazionali
- MLS Supporters' Shield: 1

Inter Miami: 2024